# Dichrogaster longicaudata
Dichrogaster longicaudata är en stekelart som först beskrevs av Thomson 1884.  Dichrogaster longicaudata ingår i släktet Dichrogaster och familjen brokparasitsteklar. Arten är reproducerande i Sverige. Inga underarter finns listade i Catalogue of Life.